# Cyriaque de Rome
Pour les articles homonymes, voir Saint Cyriaque.
Cyriaque de Rome, un des saints Cyriaque, est un saint de l'Église chrétienne primitive. Ordonné diacre par le pape Marcel Ier, Cyriaque est connu pour avoir guéri de l'épilepsie Arthémie, la fille de l'empereur Dioclétien. Il est classé parmi les saints auxiliateurs. 
Il est fêté par les Églises catholiques et orthodoxes le 8 août,, avec ses vingt-trois compagnons martyrs à Rome, dont Large, Crescentien, Memmie, Julienne et Smaragde. 

## Histoire et tradition
L'empereur Maximien le fait arrêter et supplicier vers 304. Cyriaque est couvert de poix en fusion, écartelé et a la tête tranchée. Il est enterré à Rome avec ses compagnons sur la via Ostiensis. Des reliques sont emmenées à Bamberg par Otton Ier, d'autres à l'abbaye d'Altorf en 1049.
Il est fêté le 8 août (6 des ides d'août), date à laquelle le pape Marcel donna sépulture décente à Cyriaque. Il est invoqué contre l'épilepsie.